# مانی این د بنک (۲۰۱۶)
 مانی این د بنک  (به انگلیسی: Money in the Bank) یک رویداد غیر رایگان (Pay-Per-View) در کشتی حرفه‌ای است که توسط کمپانی دبلیودبلیوئی تهیه می‌شود و این دوره‌اش هم در ۱۹ ژوئن ۲۰۱۶ در شهر لاس وگاس ایالت نوادا و در مجموعه ورزشی تی-موبایل اِرینا برگزار شد. این، هفتمین دوره از مانی این د بنک از زمان آغاز این PPV در سال ۲۰۱۰ بود.

## زمینه‌سازی

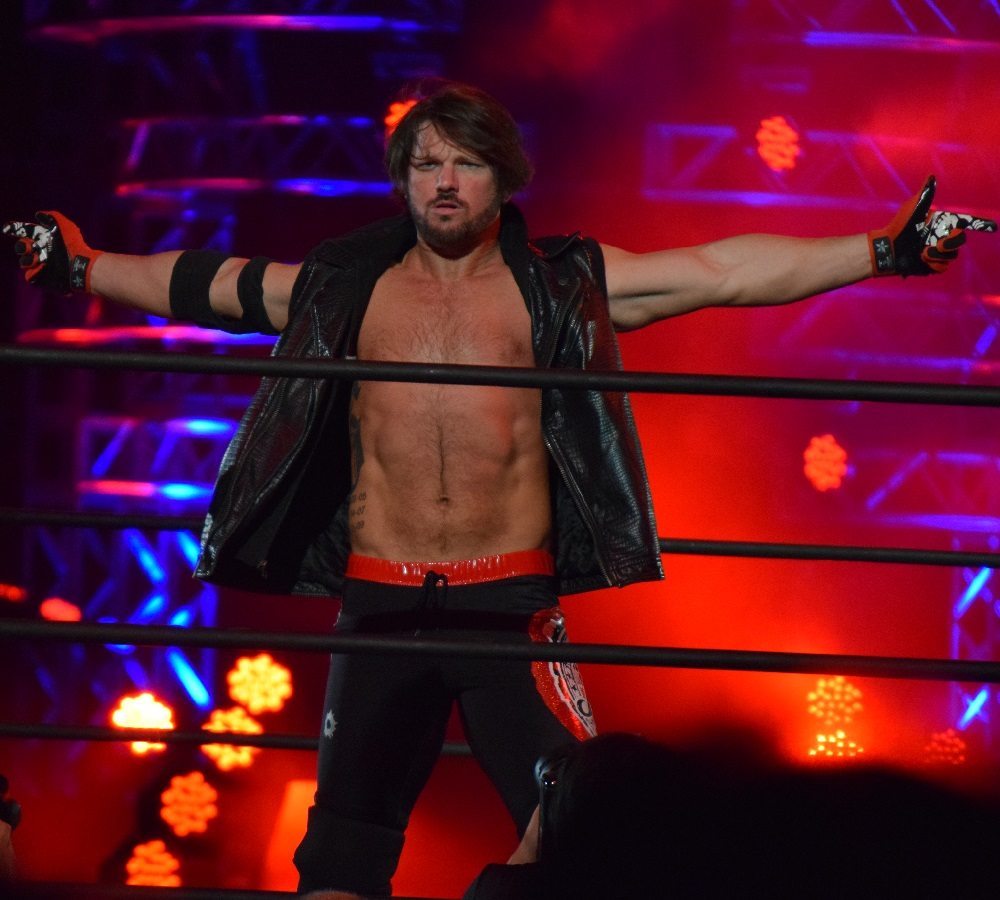
ای. جی. استایلز، آگوست ۲۰۱۵

مانی این د بنک شامل مسابقاتی بین دشمنی‌های موجود، ماجراهای پیش آمده و استوری‌هایی خواهد بود که پیش از این در برنامه‌های راو یا اسمک داون پخش شده بود. کشتی‌گیرها با توجه به مسابقات یا سری اتفاقاتی که برایشان رخ می‌دهد و تنش را به حد اکثر می‌رساند، نقش منفی یا قهرمان به خود می‌گیرند.

### کیک اف
در 17 ژوئن مسابقه‌ای بین دو تیم لوچا دراگونز و دادلی بویز در کیک اف ثبت شد که لوچا دراگون پیروز بود.

بالاخره پس از درگیری‌های طولانی بین ارتروث و گلداست و تایلر بریز و فاندانگو که از رویال رامبل شروع شده بود دو تیم گلدن تروث تشکیل شده از گلداست و ارتروث وبریزانگو تشکیل شده از تایلر بریز و فاندانگو در مقابل هم در کیک اف مانی این د بنک مسابقه خواهند داد. برنده این مسابقه گلدن تروث بود.

### کمربندهای تگ تیم و مسابقه چهار جانبه
در راو بالاخره پس از مدت‌ها تدی لانگ برگشت و درخواست برگزاری اسمکدان را کرد. اما استفانی مکمن این اجازه را به او نداد . در ادامه در همان شب تدی لانگ به استفانی پیشنهاد یک مسابقه مرگبار چهار جانبه بین چهار تیم د نو دی و د وودویلیانز و لوک گلوز و کارل اندرسون و انزو امور و بیگ کس را داد. اما استفانی او را از محل برگزاری مسابقه بیرون کرد و این پیشنهاد را به اسم خود دراورد و این مسابقه ثبت شد نیودی توانست از کمربند خود دفاع کند.

### کوربین و زیگلر
می توان یکی از طولانی‌ترین درگیری‌های کشتی کج را درگیری بین دالف زیگلر و بارون کوربین دانست این درگیری از شب بعد از رسلمنیا شروع شد و همچنان ادامه دارد. این دو بار دیگر در مانی این د بنک مسابقه خواهند داشت . این سومین رویارویی این دو در پی پر ویوها و نهمین رویارویی این دو در کل است. بارون کوربین برنده تمامی آن‌ها بود به جز کیک اف پی بک.او توانست در مانی این د بنک نیز او را شکست دهد.

### مسابقه تگ تیم بانوان
در اکستریم رولز در مسابقه بین شاروت و ناتالیا در حالی که ناتالیا بسیار به پیروزی نزدیک بود ناگهان تم ریک فلر پخش شد و ناتالیا تصور کرد که برنده است اما داور به او اشاره کرد که ریک باید وارد رینگ شود.اما پس از پخش تم ریک این دانا بروک بود که خود را به شکل ریک دراورده بود . پس از کمی درگیری بالاخره ناتالیا تسلیم شارلوت شد.
درگیری بین شارلوت ودانا بروک در مقابل ناتالیا ادامه داشت که در این درگیری‌ها بکی لنچ به کمک ناتالیا امد و باعث شد یک مسابقه دو به دو در مانی این د بنک بین این چهار نفر ثبت شودو شارولت و دانا بروک پیروز شدند.

### اولین پی پر ویو اپولو کروز در مقابل شیمس
شیمس پس از باخت به زین وحذف از مرحله و نرسیدن به مسابقه نردبان بسیار عصبانی شد و به اپولو کروز حمله کرد. اپولو کروز نیز در یک راو تلافی کرد و این باعث ثبت مسابقه این دو در مانی این د بنک شد.که اپولو توانست شیمس را با رول شکست دهد.

### دریم مچ
جان سینا پس از مدت‌ها به شو راو بازگشت.او در حال صحبت بود که ای جی استایلز وارد شد وبا او دست داد. اما گروه دکلوب وارد شدند و ایجی استایلز را تحریک کردند و این باعث درگیری شدید بین آن‌ها و جان شد ای جی چندین بار از رینگ بیرون امد و دوبارزه وارد شد وجان سینا را کتک زد .این باعث شد تا ای جی تبدیل به یک چهره هیل شود. که بعداً اعلام شد این دو در مانی این د بنک با هم مسابقه خواهند داد.بر خلاف تمام نظرها که میخواستند شاهد یک دریم مچ زیبا باشند بازی با پایان نچندان دلچسبی به پایان رسید. مسابقه بسیار جذاب بود اما در انتهای مسابقه جان سینا اماده زدن حرکت "AA"بود که در همین حال پای ای جی به داور خورد و گالوز واندرسون وارد شدند و حرکت "مجیک کیلر" را روی سینا اجرا کردند . ای جی او را پین کرد داور به رینگ برگشت و ای جی برنده این مسابقه شد.

### کیف مانی این بنک
برای مشخص شدن اعضای حاضر در مسابقه کیف مانی این د بنک یک تورنومنت در راو اسمکدان برگزار شد.کِوین اُوِنز ,سِزارو , سمی زین,دین امبروز, کریس جریکو و آلبرتو دلریو به ترتیب در مقابل ای جی استایلز,د میز,شیمس, دالف زیگلر , اپولو کروز و زک رایدر پیروز شدند 
تا جواز حضور در این مسابقه رابدست اورند.در این مسابقه شش نفره که نسبت به بقیه مانی این د بنک‌ها کیفیت بازی پایین بود دین توانست کیف را ببرد.

### کمربند یو اس
روسف در اکستریم رولز کمربند را ازکالیستو گرفت.در مسابقات راو و اسمکدان روسف چندین بار مسابقه داد که در بیشتر آن‌ها تایتوس اونیل دخالت کرد و در اخر در راو اعلام شد این دو بر سر کمربند یو اس مسابقه خواهند داد که روسف پیروز شد .

### مین اونت
در اکستریم رولز رینز از کمربندش در مقابل ای جی استایلز دفاع کرد. در پایان شو سث رالینز پس از ماه‌ها مصدومیت باز گشت و حرکت پدگیری را روی رینز اجرا کرد و کمربند را دردست گرفت . فردا ان روز شین مکمن یک مسابقه بین او ورینز در این پی پر ویو ست کرد. در این مسابقه رالنز توانست پس از اجرای دو "پدگیری" به رینز در کمال ناباوری او را پین کندو برنده مسابقه شود.در انتهای همان شب دین امبروز مستر مانی این د بنک که کمی زود تر از همان روز کیف مانی این د بنک را بدست اورد وارد سالن شد و کیف خود رانقد کرد ورالینز را برد و توانست کمربند را از آن خود کند.

## نتایج
| #                                                                                                 | نتایج | نوع مسابقه                                                                                     | مدت زمان |
| ------------------------------------------------------------------------------------------------- | --- | ---------------------------------------------------------------------------------------------- | -------- |
| ۱پ                                                                                                | د گلدن تروث (گُلداست و آر-تروث) پیروز مقابل بریزانگو(تایلر بریز و فاندانگو) | مسابقه تگ تیم                                                                                  | 5:06     |
| ۲پ                                                                                                | د لوچا دراگونز (کالیستو و سین کارا) پیروز مقابل د دادلی بویز (بابا ری دادلی و دی-وان دادلی)                                                                                    | مسابقه تگ تیم                                                                                  | 8:48     |
| ۳                                                                                                 | د نو دی (بیگ ای، کوفی کینگستون (با همراهی زیویر وودز) (c) پیروز مقابل د کلاب (لوک گالوز و کارل اندرسون) مقابل اِنزو اَموره و بیگ کَس مقابل د وودویلنز (ایدن اینگلیش و سایمون گاچ) | مسابقه مرگبار چهارجانبه برای کمربندهای تگ تیم                                                  | 11:43    |
| ۴                                                                                                 | بارون کوربین پیروز مقابل دالف زیگلر | مسابقه تک نفره                                                                                 | 12:23    |
| ۵                                                                                                 | شارلوت و دینا بروک پیروز مقابل ناتالیا و بکی لینچ | مسابقه تگ تیم                                                                                  | 7:00     |
| ۶                                                                                                 | آپولو کروز پیروز مقابل شیمس | مسابقه تک نفره                                                                                 | 8:36     |
| ۷                                                                                                 | ای جی استایلز پیروز مقابل جان سینا | مسابقه تک نفره                                                                                 | 24:10    |
| ۸                                                                                                 | دین امبروز پیروز مقابل آلبرتو دل ریو، سِزارو، کریس جریکو، کِوین اُوِنز و سمی زین                                                                                                   | مسابقه نردبان مانی این د بنک برای دریافت مسابقه بر سر کمربند دبلیودبلیوئی سنگین‌وزن جهان        | 21:38    |
| ۹                                                                                                 | روسِف (c) (با همراهی لانا) پیروز مقابل تایتوس اونیل | مسابقه تک نفره برای قهرمانی کمربند ایالات متحده                                                | 8:30     |
| ۱۰                                                                                                | سث رالینز پیروز مقابل رومن رینز (c) | مسابقه تک نفره برای قهرمانی کمربند دبلیودبلیوئی سنگین‌وزن جهان                                  | 26:00    |
| ۱۱                                                                                                | دین امبروز پیروز مقابل سث رالینز (c) | مسابقه تک نفره برای قهرمانی کمربند دبلیودبلیوئی سنگین‌وزن جهان امبروز چمدان خود را نقد (کَش) کرد | 0:09     |
| - (c) – نشان‌دهنده قهرمان(هایی) است که به میدان می‌روند - پ – نشان‌دهنده این است که مسابقه در پری–شو | |                                                                                                |          |